# 中 (幸手市)
中（なか）は、埼玉県幸手市の町名。現行行政地名は中一丁目から五丁目。郵便番号は340-0115。

## 地理
幸手市西部に位置する。幸手駅東側一帯にあたる。

## 歴史
- 1967年（昭和42年）4月1日 - 住居表示の実施に伴ない、大字幸手の一部から中一丁目〜五丁目が成立[4]。

## 世帯数と人口
2020年（令和2年）3月1日現在の世帯数と人口は以下の通りである。
| 丁目     | 世帯数    | 人口    |
| -------- | --------- | ------- |
| 中一丁目 | 508世帯   | 1,027人 |
| 中二丁目 | 232世帯   | 505人   |
| 中三丁目 | 499世帯   | 1,078人 |
| 中四丁目 | 591世帯   | 1,288人 |
| 中五丁目 | 1,039世帯 | 2,197人 |
| 計       | 2,869世帯 | 6,095人 |

## 小・中学校の学区
市立小・中学校に通う場合、学区は以下の通りとなる。
| 丁目     | 番地 | 小学校             | 中学校             |
| -------- | ---- | ------------------ | ------------------ |
| 中一丁目 | 全域 | 幸手市立幸手小学校 | 幸手市立幸手中学校 |
| 中二丁目 | 全域 | 幸手市立幸手小学校 | 幸手市立幸手中学校 |
| 中三丁目 | 全域 | 幸手市立幸手小学校 | 幸手市立幸手中学校 |
| 中四丁目 | 全域 | 幸手市立幸手小学校 | 幸手市立幸手中学校 |
| 中五丁目 | 全域 | 幸手市立長倉小学校 | 幸手市立西中学校   |

## 交通

### 鉄道
- 幸手駅
  - 東武鉄道
    -  日光線 - 駅番号 TN 02

### 路線バス
- 朝日自動車
- 幸手市内循環バス

### 道路
- 国道4号
- 埼玉県道414号幸手停車場線
- 埼玉県道65号さいたま幸手線
- 埼玉県道153号幸手久喜線

## 地域

### 寺社
- 常光寺
- 担景寺
- 満福寺
- 妙観院
- 幸宮神社
- 雷電神社
- 香取神社
- 天神神社

### 施設
- 幸手市立幸手小学校
- 幸手中郵便局
- NTT幸手
- 埼玉りそな銀行 幸手支店
- 武蔵野銀行 幸手支店[4]
- 栃木銀行 幸手支店
- 埼玉県幸手保健所
- 幸手市役所 勤労福祉会館
- 牛村病院
- 幸手白百合幼稚園
- 中3丁目小公園
- 中5丁目公園